# Área de Conservação da Paisagem de Muti
A Área de Conservação da Paisagem de Muti é um parque natural localizado no condado de Viljandi, na Estónia.
A área do parque natural é de 159 hectares.
A área protegida foi fundada em 1990 para proteger os lagos Muti (Lago Muti) e os seus arredores. Em 1998, a área protegida foi designada como área de conservação paisagística.